# Guizhou JL-9
Il Guizhou JL-9 (conosciuto anche come FTC-2000 Mountain Eagle) è un addestratore avanzato di quarta generazione e mezza sviluppato dall'azienda aeronautica cinese Guizhou Aircraft Industry Corporation negli anni duemila.
Sviluppato a partire dalla riprogettazione del Chengdu J-7 al fine di dotare i reparti aerei di Zhongguo Renmin Jiefangjun Kongjun, la componente aerea dello Zhōngguó Rénmín Jiěfàng Jūn, l'Esercito di liberazione popolare cinese, e Zhongguo Renmin Jiefangjun Haijun Hangkongbing, componente aerea della Zhōngguó Rénmín Jiěfàngjūn Hǎijūn, la marina militare cinese, di un modello di ultima generazione per la formazione dei nuovi piloti, era nel 2013 ancora in fase di test avanzati.

## Versioni
- FTC-2000G – Versione da attacco leggero con peso massimo al decollo di 11 tonnellate, velocità massima di Mach 1.4 (o 1.728 km/h), autonomia massima di 1.650 km. Velivolo in grado di rimanere in volo per due ore in una singola operazione (utilizzando il carburante interno), dotato di "moderni sistemi radar e di controllo del fuoco" e dotato di sette punti di attacco per una capacità di carico utile massima di 3.000 kg.[3]

## Utilizzatori
Birmania
- Tatmadaw Lei

Ordine effettuato probabilmente nel 2020, divulgato ad ottobre 2022, senza specificare quanti esemplari siano stati effettivamente acquistati. Al 5 dicembre 2022, secondo alcune fonti accreditate, dovrebbero essere cinque gli esemplari consegnati.
 Cina
- Zhōngguó Rénmín Jiěfàngjūn Kōngjūn

 Sudan
- Al-Quwwat al-Jawwiyya al-Sudaniyya

6 FTC-2000 ordinati. Tutti consegnati al maggio 2018 ed in servizio al luglio 2019.

## Velivoli comparabili
Cina
- Hongdu L-15 Lie Ying

 Corea del Sud
- KAI T-50 Golden Eagle

 Italia
- Aermacchi M-346

 Russia
- Yakovlev Yak-130